# Manneville-la-Goupil
Manneville-la-Goupil – miejscowość i gmina we Francji, w regionie Normandia, w departamencie Sekwana Nadmorska.
Według danych na rok 1990 gminę zamieszkiwało 809 osób, a gęstość zaludnienia wynosiła 92 osoby/km² (wśród 1421 gmin Górnej Normandii Manneville-la-Goupil plasuje się na 296 miejscu pod względem liczby ludności, natomiast pod względem powierzchni na miejscu 417).